# Bidessonotus dubius
Bidessonotus dubius är en skalbaggsart som beskrevs av Young 1990. Bidessonotus dubius ingår i släktet Bidessonotus och familjen dykare. Inga underarter finns listade i Catalogue of Life.